# Tommie van der Leegte
Tommie van der Leegte (ur. 27 marca 1977 w Bergeijk) – holenderski piłkarz, występował na pozycji pomocnika.

## Kariera
Van der Leegte zawodową karierę rozpoczynał w PSV Eindhoven. W Eredivisie zadebiutował 20 listopada 1994 roku w zremisowanym 0:0 pojedynku z Volendamem. 16 stycznia 1996 roku w wygranym 4:1 spotkaniu z NAC Breda strzelił pierwszego gola w Eredivisie. W 1996 roku zdobył z klubem Puchar Holandii. W styczniu 1997 roku został wypożyczony do innego pierwszoligowego zespołu, RKC Waalwijk. Latem 1997 roku został wykupiony z PSV przez RKC. Zawodnikiem tego klubu był przez kolejne 3 lata.
W 2000 roku van der Leegte odszedł do ekipy FC Twente, również z Eredivisie. Pierwszy ligowy mecz zaliczył tam 20 sierpnia 2000 roku przeciwko SBV Vitesse (1:3). W 2001 roku zdobył z klubem Puchar Holandii oraz Superpuchar Holandii. W styczniu 2003 roku wypożyczono go do RKC Waalwijk, w którym grał do końca sezonu 2002/2003. Latem 2003 roku przeniósł się do ADO Den Haag, którego barwy reprezentował przez 3 lata.
W styczniu 2006 roku odszedł do niemieckiego VfL Wolfsburg. W Bundeslidze zadebiutował 5 lutego 2006 roku w wygranym 2:0 pojedynku z Borussią Mönchengladbach. Przez 1,5 roku w barwach Wolfsburga rozegrał 45 spotkań.
Latem 2007 roku powrócił do Holandii, gdzie ponownie został graczem klubu PSV Eindhoven. W 2008 roku zdobył z nim mistrzostwo Holandii. W tym samym roku odszedł do ekipy NAC Breda, gdzie w 2010 roku zakończył karierę.